# Sächsische Schweiz
Als Sächsische Schweiz wird der deutsche Teil des Elbsandsteingebirges in Sachsen bezeichnet. Die durch bizarre Felsformen geprägte Landschaft liegt südöstlich von Dresden beiderseits der Elbe im Landkreis Sächsische Schweiz-Osterzgebirge.

## Geografie

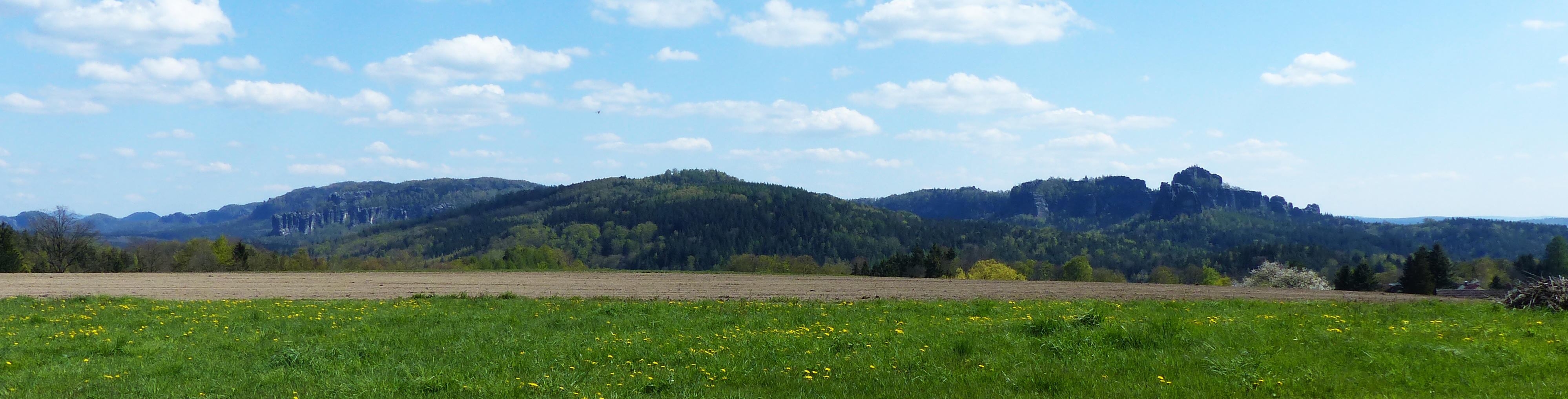
Blick auf die Hintere Sächsische Schweiz von Norden

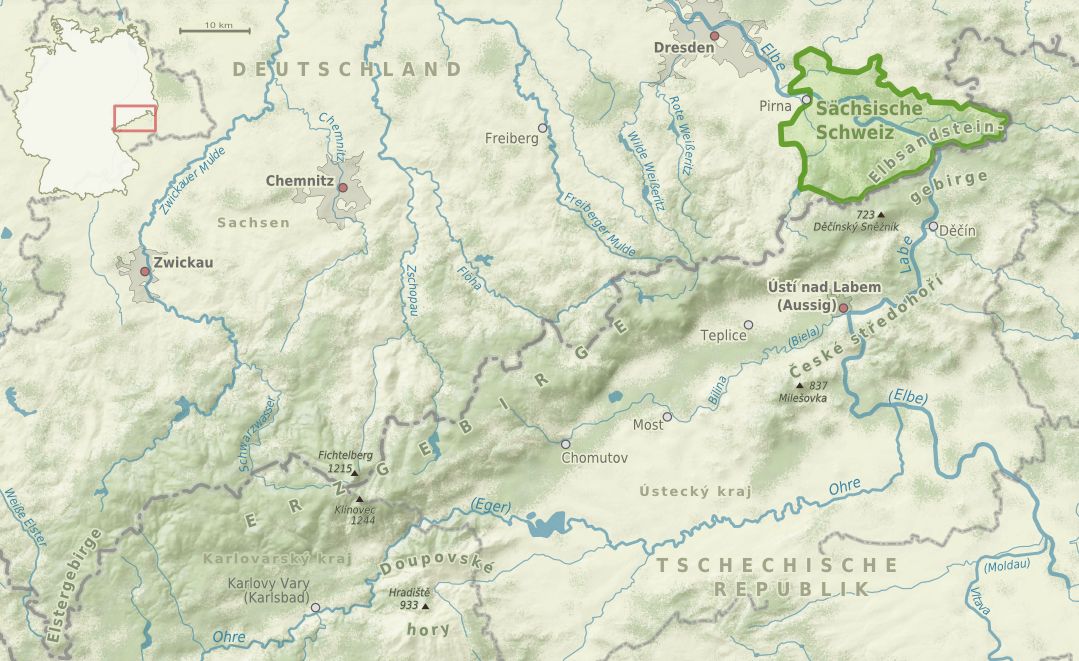
Physische Karte der Sächsischen Schweiz

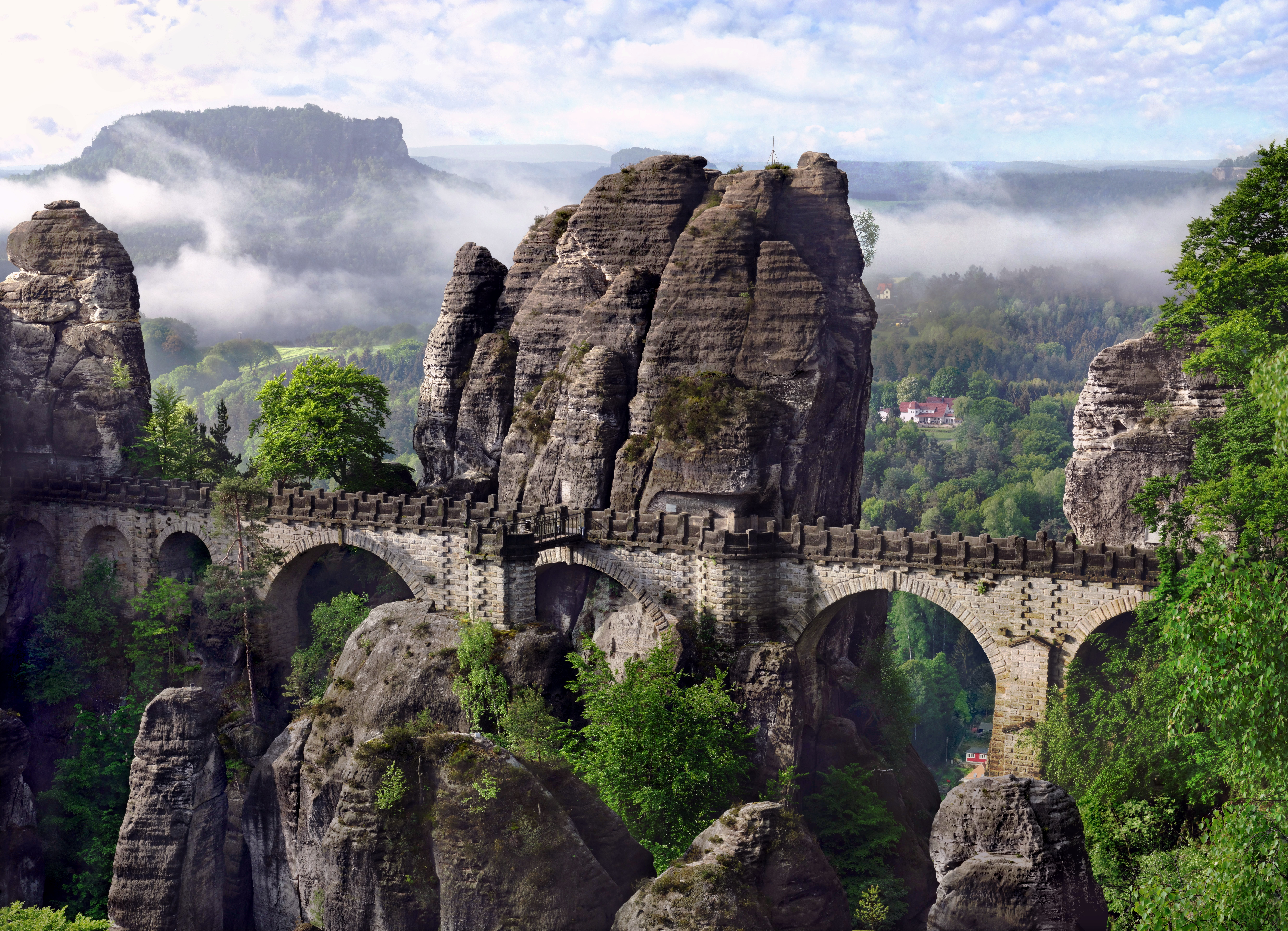
Basteibrücke von 1851, ein Wahrzeichen der Sächsischen Schweiz

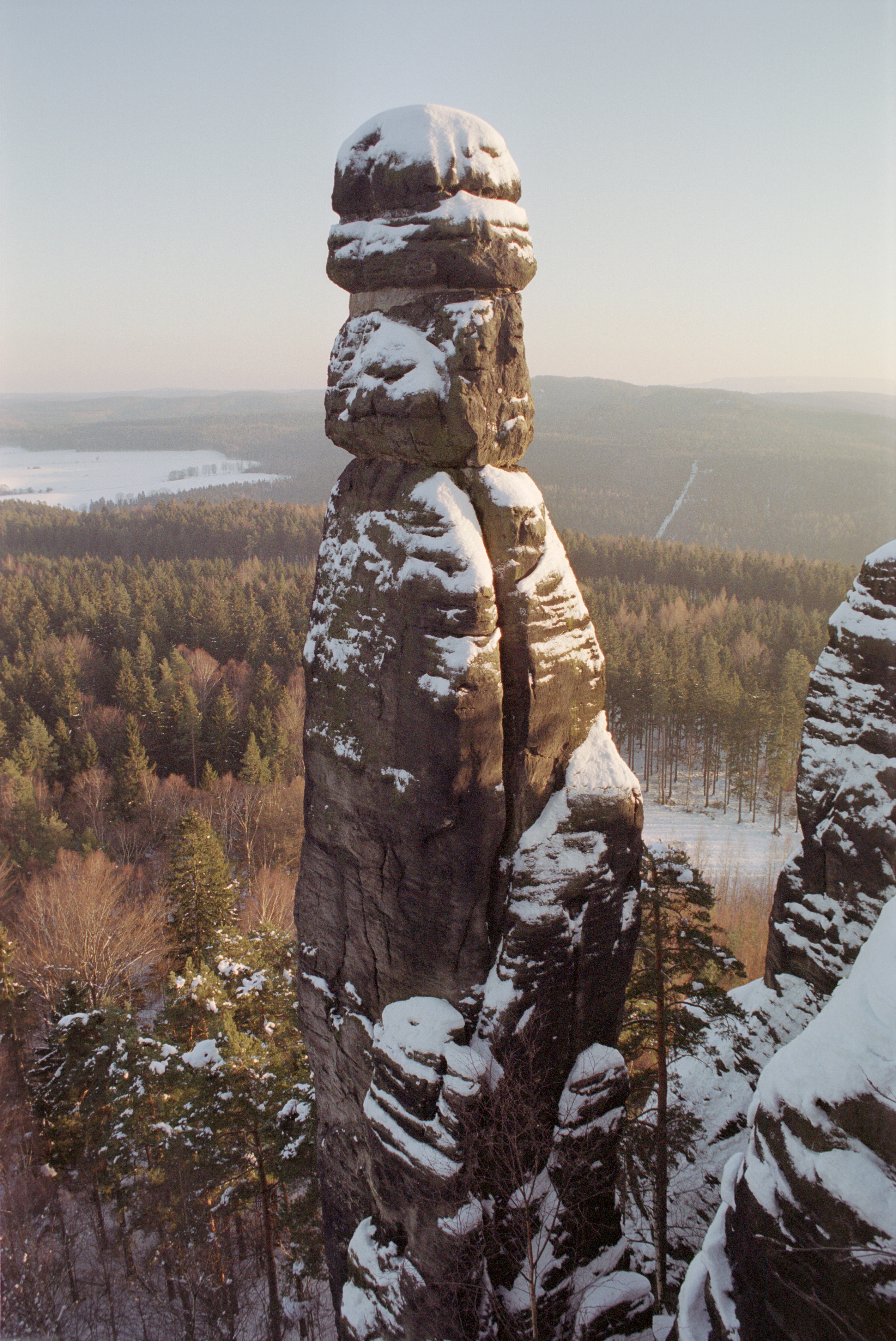
Die Barbarine – ein solitärer Felsen

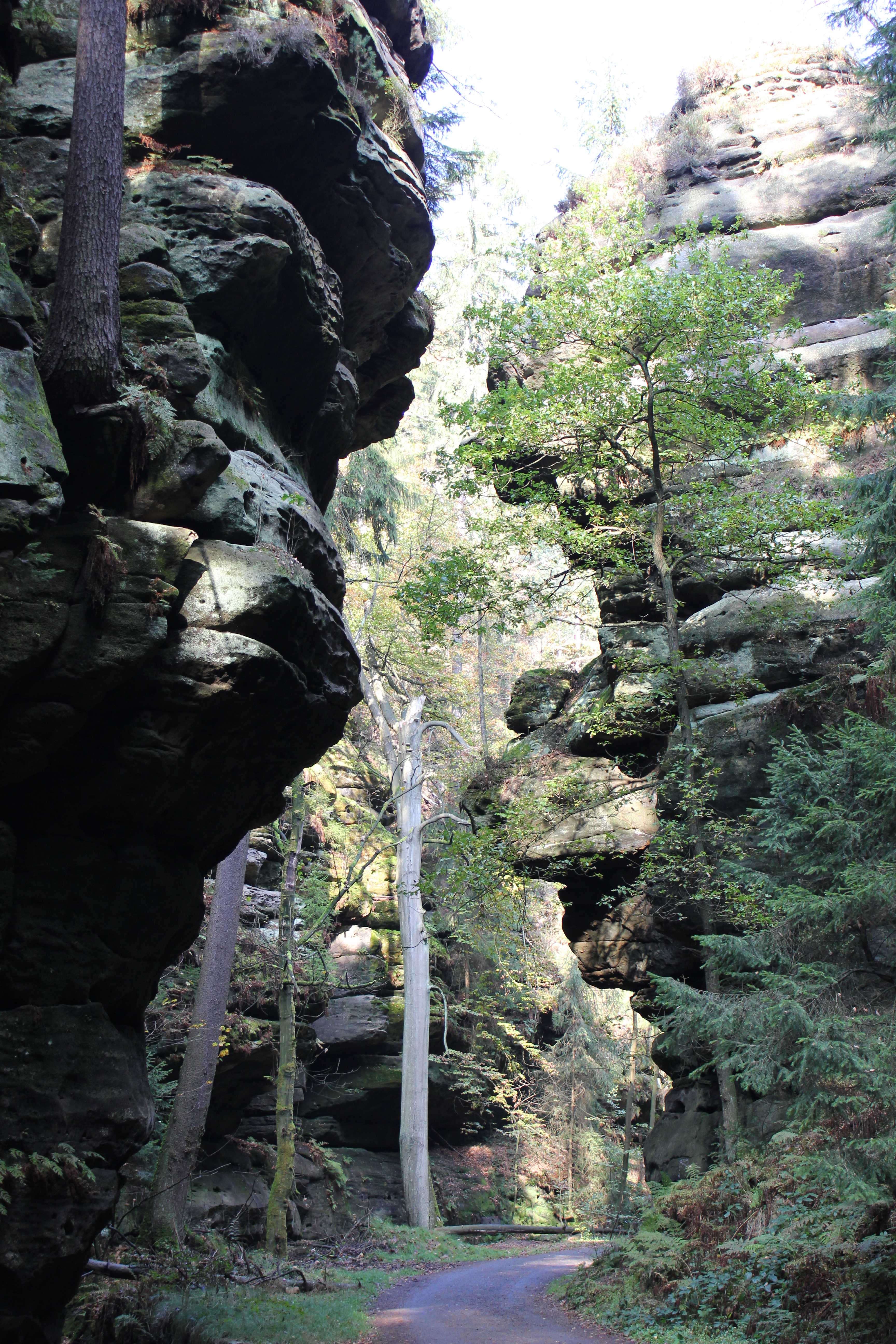
Der „Höllenschlund“ – ein Wanderweg im Wehlener Grund zwischen Rathen und Wehlen

Östlich geht die Sächsische Schweiz in das Lausitzer Bergland und westlich ins Erzgebirge über. Der angrenzende tschechische Teil des Elbsandsteingebirges wird Böhmische Schweiz genannt.
Die höchste Erhebung der Sächsischen Schweiz ist der Große Zschirnstein mit 562 m ü. NN.
Die Sächsische Schweiz wird in die Vordere und die Hintere Sächsische Schweiz unterteilt. Zur Vorderen Sächsischen Schweiz gehört der gesamte linkselbische Bereich mitsamt den Ebenheiten und den Tafelbergen wie dem Pfaffenstein oder dem Königstein sowie der rechtselbisch liegende Lilienstein, das Basteigebiet und der Brand. Die Hintere Sächsische Schweiz umfasst die großen rechtselbischen Wald- und Felsreviere östlich von Bad Schandau und südlich des Sebnitztals bis zur tschechischen Grenze.

### Naturräumliche Zuordnung
In der naturräumlichen Gliederung nach Meynen stellt die Sächsische Schweiz eine Haupteinheit (430) innerhalb des Sächsisch-Böhmischen Kreidesandsteingebietes (Haupteinheitengruppe 43) dar, das auf deutschem Boden ansonsten nur noch das Zittauer Gebirge als Haupteinheit beinhaltet. Die Nahtstelle beider Hauptgebirge, des Elbsandsteingebirges und des Lausitzer Gebirges, befindet sich auf tschechischem Boden, weshalb diese Naturräume räumlich voneinander getrennt sind.
Die Arbeitsgruppe Naturhaushalt und Gebietscharakter der Sächsischen Akademie der Wissenschaften in Leipzig hat zu Anfang des 21. Jahrhunderts alle Mittelgebirge im sächsisch-böhmischen Grenzgebiet zur Übereinheit Sächsisches Bergland und Mittelgebirge zusammengefasst. Zwischen Sächsischer Schweiz und Zittauer Gebirge gehört dazu das Lausitzer Bergland, das nach Meynen noch mit den sich nördlich und östlich anschließenden Lösshügellandschaften zur Haupteinheit Oberlausitz zusammengefasst worden war; nach Westen setzt sich die neue Übereinheit in den Haupteinheitengruppen Erzgebirge und Vogtland fort.

### Geologische Entstehung
Siehe Elbsandsteingebirge (Abschnitt: Geologie)

### Bergformen

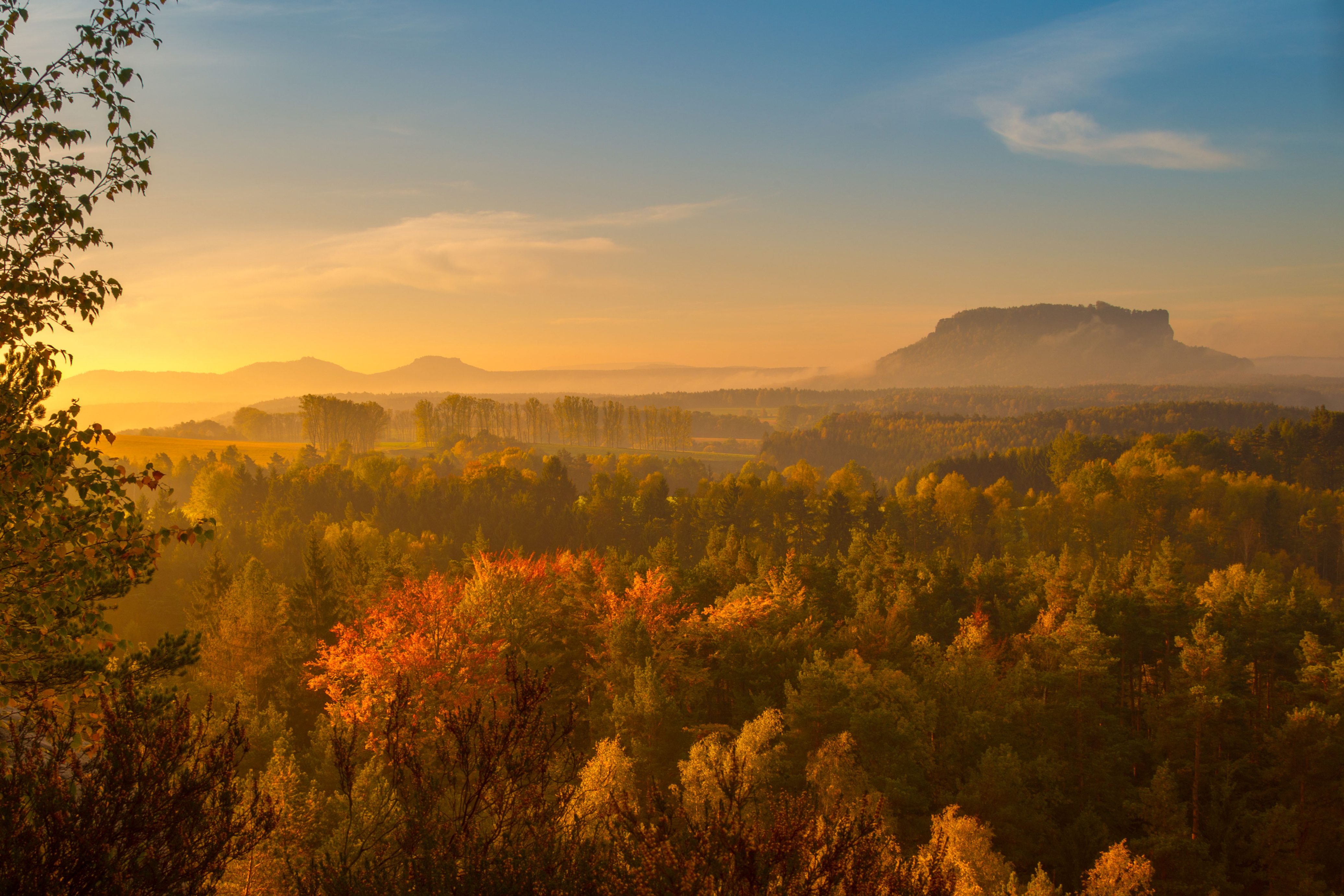
Der Lilienstein im Morgenlicht

In der Regel sind zwei Bergformen zu unterscheiden.
Als Steine werden zahlreiche Felsformationen des Elbsandsteingebirges in der Böhmischen und Sächsischen Schweiz bezeichnet. Prominente Beispiele sind der Königstein, der Lilienstein, Gohrisch und Papststein. Die Bezeichnung erstreckt sich nicht auf die hügelartigen Kuppen aus vulkanischem Basalt, wie den Großen Winterberg, oder granitähnlichem Gestein der Waitzdorfer Höhe, ein Anatexitkomplex des Proterozoikums.
Die kretazischen Sandsteingebilde ragen aus den sogenannten Ebenheiten heraus, einem ehemaligen Niveau der Elbe, und stellen ihrerseits Reste einer früheren Rumpffläche dar. Im Zuge der spättertiären Anhebung des Erzgebirges und des seitlichen Druckes vom Lausitzer Bergland zerbrach die Sandsteinplatte kreuzgitterartig (Kluftsystem), was bei gleichzeitig zunehmender Fließgeschwindigkeit der Elbe und rückschreitender Erosion in den Seitentälern Angriffsmöglichkeiten und Leitbahnen für die zerstörerische Kraft des Wassers bot. Zunächst verblieben die größeren Tafelberge (z. B. der Lilienstein), oder bereits stark zerklüftete wie Zirkelstein oder Kaiserkrone, oder aber bereits bewaldete (Kohlbornstein), die sich bei weiterer erosiver Abtragung in langgezogene Grate (Schrammsteine) bis hin zu einzelnen Felsnadeln (Torwächter) auflösten. Morphologisch festere Schichtpartien, die der Erosion länger und erfolgreicher Widerstand leisten, bilden meist die oberste Schicht. Der Zusammenbruch erfolgt somit meist von unten her bzw. von den Felsflanken.

## Geschichte

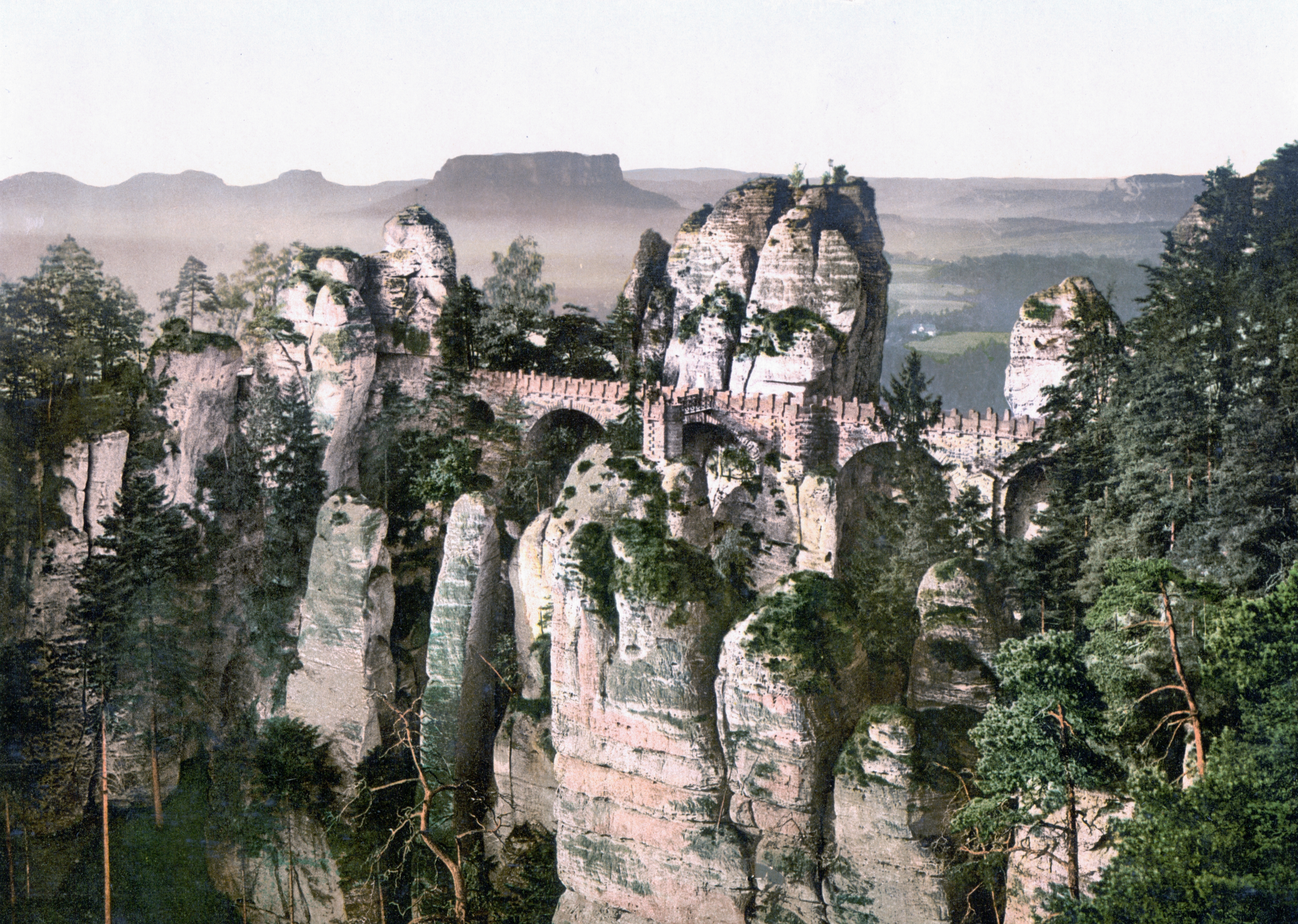
Die Bastei um 1900

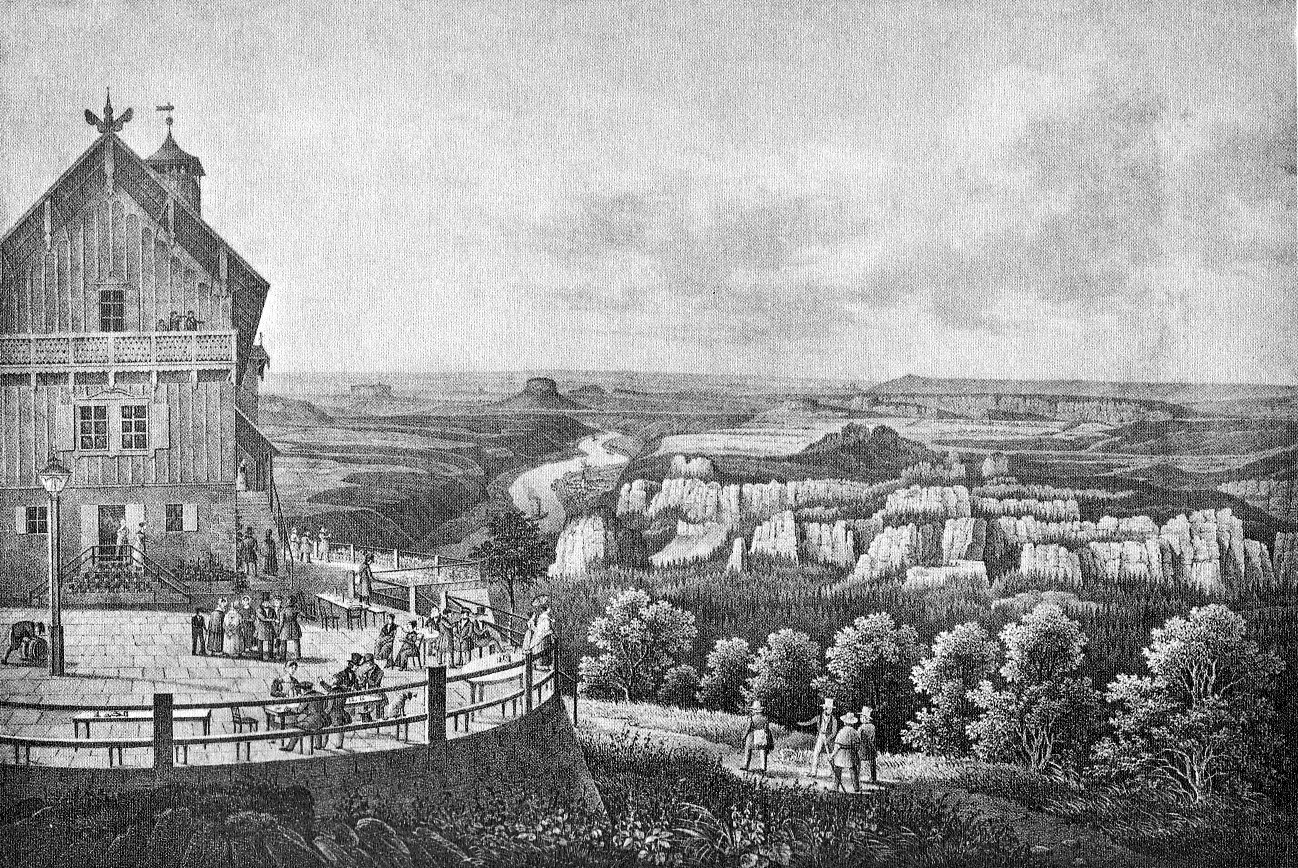
Blick vom Winterberg um 1850

Im Gebiet der Sächsischen Schweiz gibt es eine Reihe von Burganlagen, welche zum Schutz der Handelswege errichtet worden waren. Erhalten geblieben davon sind die Festung Königstein und Burg Hohnstein. Von anderen Anlagen sind nur spärliche Reste geblieben, so von der Kleinen Bastei oder der Burg auf dem Falkenstein (heute Klettergipfel). Einige der Burgen wurden auch als mittelalterliche Raubnester genutzt.
Ursprünglich war dieses Gebiet slawisch besiedelt und kam erst im 15. Jahrhundert in ungefähr heutigen Grenzen unter sächsische Herrschaft.
Die naturräumlichen Gegebenheiten haben den früheren Bewohnern nur wenige, jedoch über mehrere Jahrhunderte wirtschaftlich einigermaßen tragende Haupterwerbstätigkeiten ermöglicht. Das waren die Fährleute, Fischer, Flößer, Holzfäller, Schiffer und Steinbrecher. Daraus bildete sich eine regionaltypische bodenständige Erwerbswirtschaft heraus. Landwirtschaft war wegen den nur wenig vorkommenden Lösslehmböden und der Trockenheit mancher Sandsteinareale lediglich sehr begrenzt möglich. Aus einer Königsteiner Chronik ist zu entnehmen: „Nur wenn die Steinbrecher zu tun haben, haben die Schiffer zu fahren, sonst herrscht Armut und Not im Lande.“
Die touristische Erschließung begann im Wesentlichen erst im 19. Jahrhundert. In diesem Zusammenhang verkehrte in der Sächsischen Schweiz auch eine der ersten Oberleitungsbus-Linien weltweit, die von Königstein ausgehende Bielatalbahn (in Betrieb von 1901 bis 1904).
Künstler der Romantik ließen sich von der wilden Schönheit der Felsen inspirieren, so der Maler Caspar David Friedrich für sein Werk Der Wanderer über dem Nebelmeer, auch Ludwig Richter, Alexander Thiele und Carl Gustav Carus. Der Komponist Carl Maria von Weber siedelte seine bekannte Oper Freischütz mit der Wolfsschluchtszene in der Nähe von Rathen an. Richard Wagner ließ sich hier für den Lohengrin inspirieren.
In der Zeit des Nationalsozialismus war die Bezeichnung deutscher Landschaften als „Schweiz“ amtlich verpönt. Aus diesem Grund wurde mit Wirkung vom 19. Oktober 1938 in den Gemeindenamen von Königstein, Obervogelgesang, Ottendorf, Porschdorf, Rathen, Rathewalde, Rathmannsdorf und Reinhardtsdorf der amtliche Zusatz „Sächsische Schweiz“ durch „Amtshauptmannschaft Pirna“ bzw. ab Januar 1939 „Kreis Pirna“ ersetzt.

## Namensgebung
Der Name Sächsische Schweiz entstand im 18. Jahrhundert. Die beiden Schweizer Künstler Adrian Zingg und Anton Graff waren 1766 an die Dresdner Kunstakademie berufen worden. „Von ihrer neuen Wahlheimat aus sahen sie ostwärts, etwa einen Tagesmarsch entfernt, ein Gebirge liegen. Es zeigte ein merkwürdig abgeflachtes Panorama, ohne eigentliche Gipfel […]“ (nach Lothar Kempe) Diese fühlten sich von der Landschaft an ihre Heimat, den Schweizer Jura, erinnert und berichteten in ihrem Briefwechsel zur Unterscheidung von ihrer Heimat von der „Sächsischen Schweiz“. Zuvor wurde der sächsische Teil des Elbsandsteingebirges lediglich als Meißner Hochland, Meißnisches Oberland oder Heide über Schandau bezeichnet.
Populär wurde die Bezeichnung durch die Veröffentlichungen von Wilhelm Leberecht Götzinger (1758–1818). In seinen Büchern beschrieb er die Sächsische Schweiz und machte die Bezeichnung Anfang des 19. Jahrhunderts einem weiten Publikum bekannt.

## Nationalpark

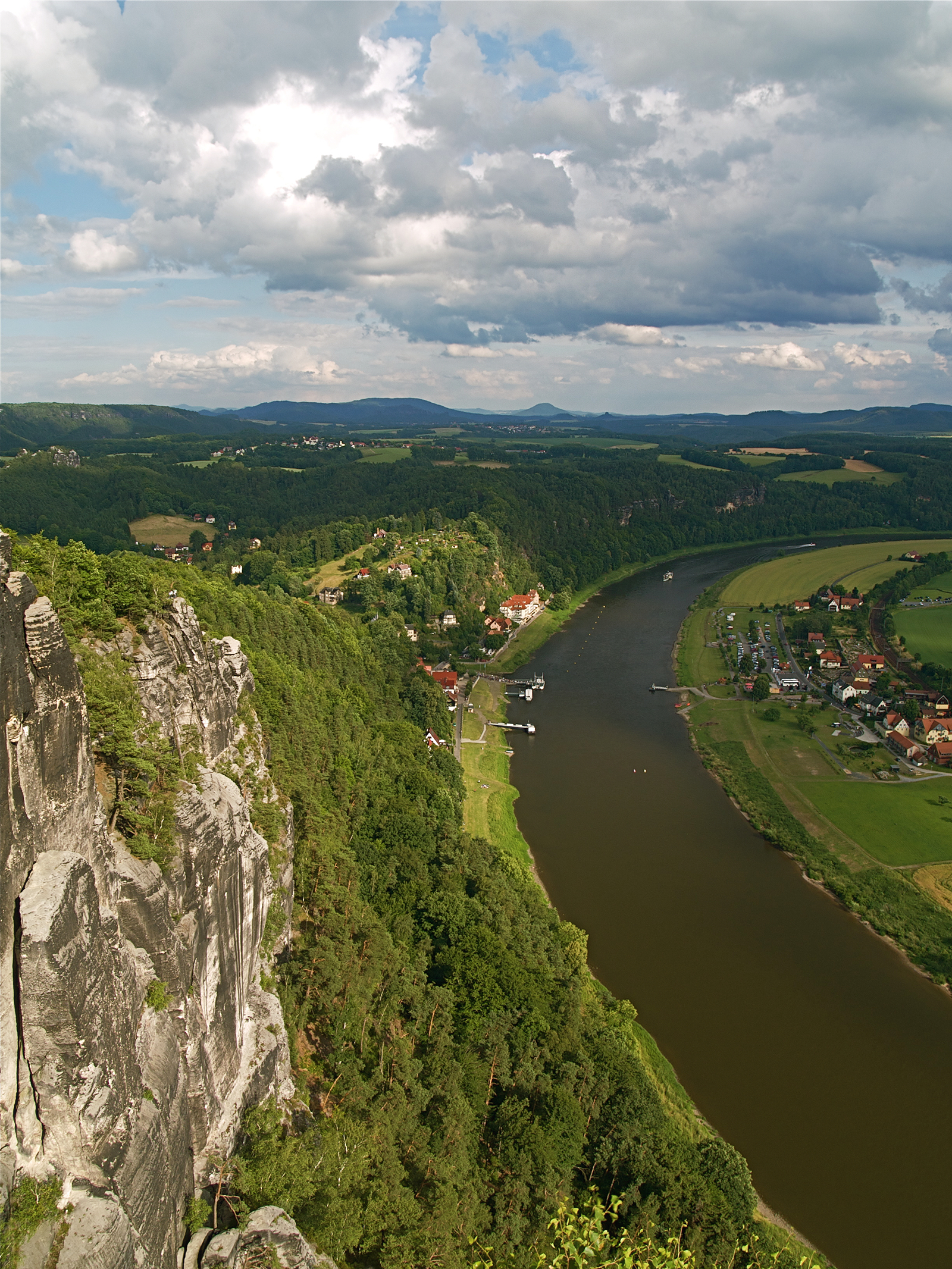
Blick auf die Elbe bei Rathen

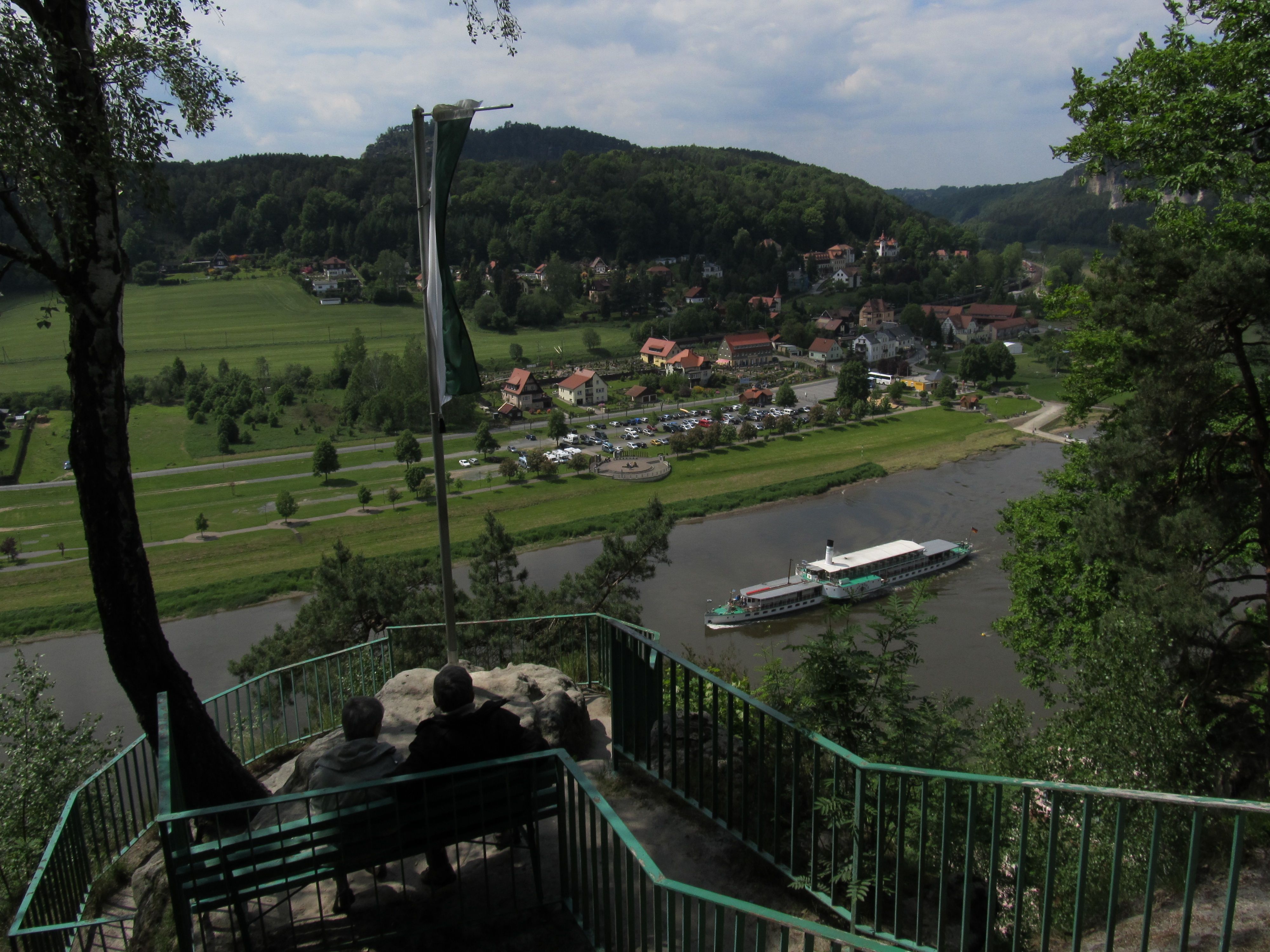
Kleine Bastei bei Rathen

Im September 1990 wurde – noch vor der deutschen Einheit – der Nationalpark Sächsische Schweiz geschaffen, um den einzigartigen naturräumlichen Charakter des Gebirges zu schützen. Die 93 km² große Fläche umfasst zwei räumlich getrennte Gebiete: bei Rathen das Gebiet der Bastei mit Polenztal, Brand und Uttewalder Grund sowie die gesamte Hintere Sächsische Schweiz zwischen der Elbe und der Staatsgrenze zu Tschechien mit den Schrammsteinen, dem Großen Winterberg, Großen Zschand und Kirnitzschtal.

## Felsklettern
Die Landschaft der Sächsischen Schweiz ist geprägt durch viele Sandsteinfelsen. Dadurch hat sich das beliebte Freizeitvergnügen des Kletterns entwickelt. Geklettert wird nach den zu Beginn des 20. Jahrhunderts als weltweit erste ihrer Art entstandenen Sächsischen Regeln, die Beibehaltung des traditionellen sächsischen Kletterns ist bei der Gründung des Nationalparks ausdrücklich gewährleistet worden. Seile und Sicherungspunkte wie etwa Ringe dürfen nur zur Sicherung, nicht aber zur Fortbewegung verwendet werden. In anderen Klettergebieten verbreitete Hilfsmittel wie Magnesia, Klemmkeile oder Friends sind nicht erlaubt. Stattdessen werden Knoten- und Bandschlingen verwendet.
Bis auf drei Ausnahmen ist Klettern an Massiven nicht erlaubt und generell nur an ausgewiesenen, freistehenden Klettergipfeln gestattet, von denen es über 1100 gibt.
Neben den Klettergipfeln gibt es außerdem verschiedene Stiegen, bei denen auch schwindelfreie und trittsichere Wanderer mit Hilfe von Treppen, Leitern, Metalltritten und Griffen an verschiedenen Stellen die teilweise recht großen Höhenunterschiede überwinden können. Zu den beliebtesten Stiegen gehören die Häntzschelstiege und die Zwillingsstiege in den Affensteinen sowie die Heilige Stiege, die Rübezahlstiege und die Rotkehlchenstiege nördlich von Schmilka.

## Boofen
Die Übernachtung unter einem Felsvorsprung, der so genannten Boofe bzw. das Freiübernachten überhaupt hat eine lange Tradition in der Sächsischen Schweiz. Viele Jugendliche fahren übers Wochenende in die Sächsische Schweiz, um zu boofen. Im Nationalpark ist das Boofen heute ausschließlich an den vom Nationalparkamt gekennzeichneten Plätzen und nur im Zusammenhang mit dem Klettersport außerhalb der Brut- und Setzzeiten bedrohter Tierarten erlaubt. Problematisch sind die wachsende Zahl der Boofer und das falsche Benehmen Einzelner (illegale Feuerstellen, Herausreißen von jungen Bäumen, Bodenerosion), das immer wieder zu Auseinandersetzungen führt.

## Sehenswürdigkeiten (Auswahl)
- Affensteine mit dem Carolafelsen
- Arnstein mit dem Ottendorfer Raubschloss
- Aussichtsturm Rathmannsdorf
- Bärensteine mit dem Kleinen Bärenstein und dem Großen Bärenstein
- Bastei mit der Felsenburg Neurathen
- Bernhardstein (Aussichtspunkt)
- Berg Gohrisch mit der Wetterfahnenaussicht und Schutzhütte
- Beuthenfall
- Bielatal
- Brand mit der Brandaussicht
- Burgruine Burg Wehlen
- Burg Hohnstein
- Burg Stolpen
- Felsenbühne Rathen, ein Freilichttheater
- Festung Königstein, die größte Bergfestung Europas
- Frienstein mit der Idagrotte
- Gohrisch
- Goßdorfer Raubschloss
- Großer Zschand mit dem Zeughaus
- Hinteres Raubschloss auf dem Winterstein
- Hohe Liebe & Kleine Liebe
- Kaiserkrone und Zirkelstein
- Kirnitzschtalbahn, eine historische Überlandstraßenbahn im Kirnitzschtal
- Kirnitzschklamm mit Hermanns-Stiege
- Kleine Bastei, Aussichtspunkt bei Rathen
- Kleine Bastei, Aussichtspunkt bei Schmilka
- Kleiner Zschand
- Kleine sächsische Schweiz, eine Miniaturparkanlage im Dorf Wehlen
- Kleinhennersdorfer Stein mit der Lichterhöhle und der Hampelhöhle
- Kleinstein mit der Kleinsteinhöhle
- Königsplatz, Aussichtspunkt bei Hinterhermsdorf
- Kuhstall auf dem Neuen Wildenstein
- Labyrinth in den Nikolsdorfer Wänden
- Lampertsstein (Aussichtspunkt)
- Lichtenhainer Wasserfall
- Lilienstein mit Restaurant
- Neumannmühle
- Obere Schleuse, Kahnfahrt bei Hinterhermsdorf
- Papststein mit Aussichtsturm und Restaurant
- Pfaffenstein mit der Barbarine, Aussichtsturm und Restaurant
- Pohlshörner, Aussichten bei Hinterhermsdorf
- Rabensteine mit der Wolfsschlucht
- Rauenstein
- Schrammsteine mit Schrammsteinaussicht und Gratweg
- Spanghornaussicht bzw. Franzosensprung
- Uttewalder Grund mit Uttewalder Felsentor, Wehlener Grund und Teufelsgrund mit Heringshöhle
- Weifberg mit dem Weifbergturm
- Wilde Hölle, Stiege auf den Affensteinen
- Winterberge mit dem Großen und dem Kleinen Winterberg
- Wolfsberg
- Zschirnsteine

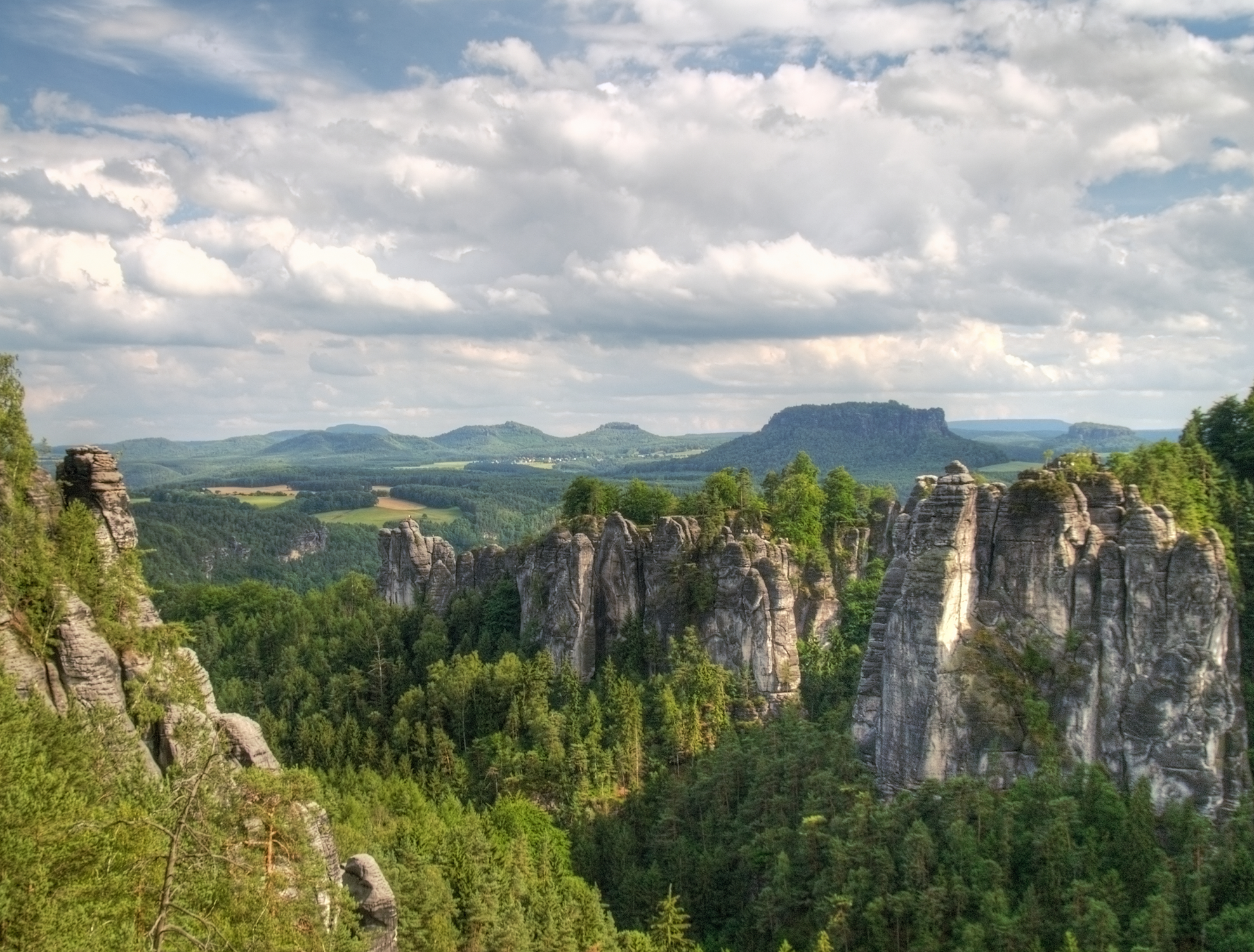
Blick über den Wehlgrund zur Bastei bei Rathen
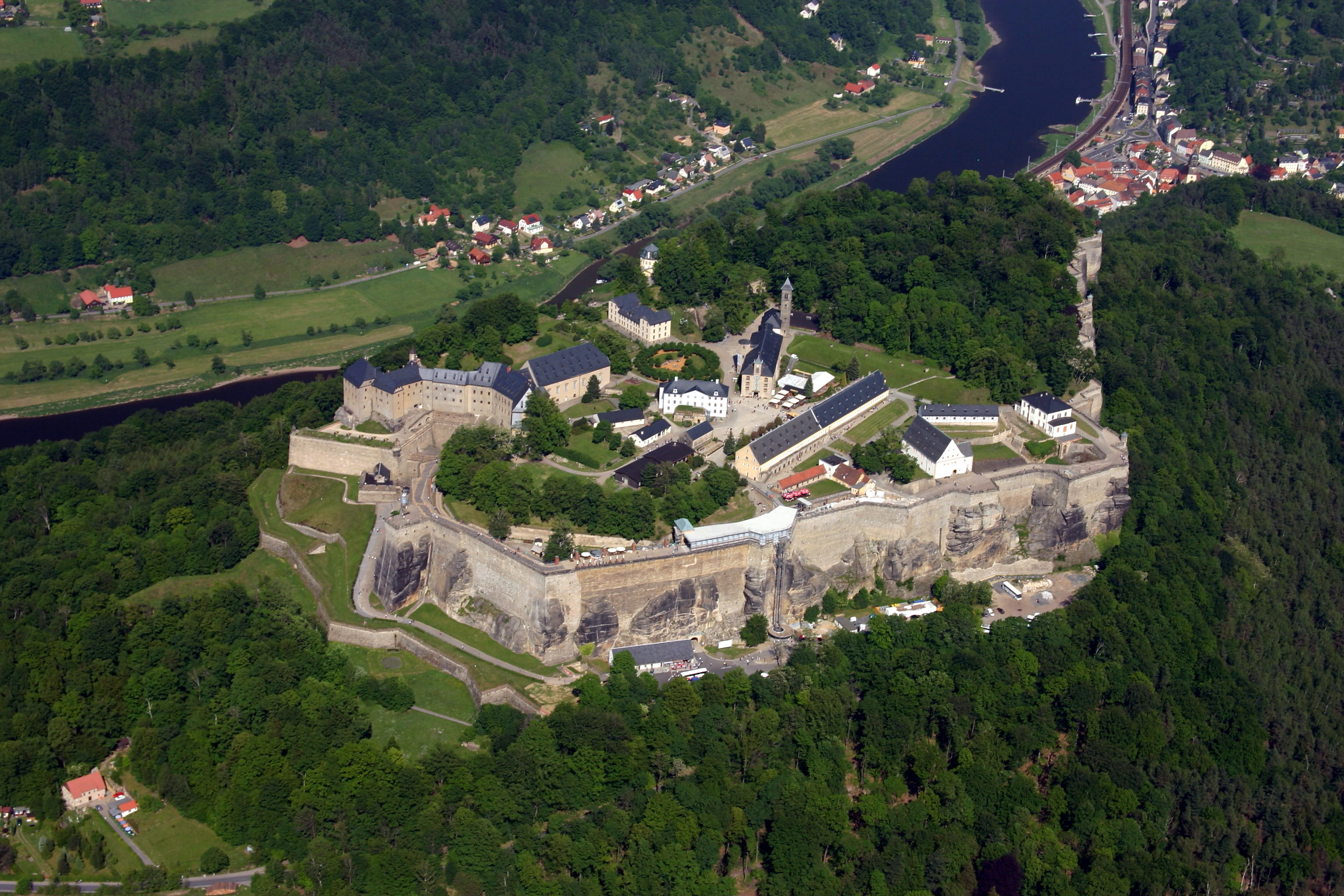
Festung Königstein
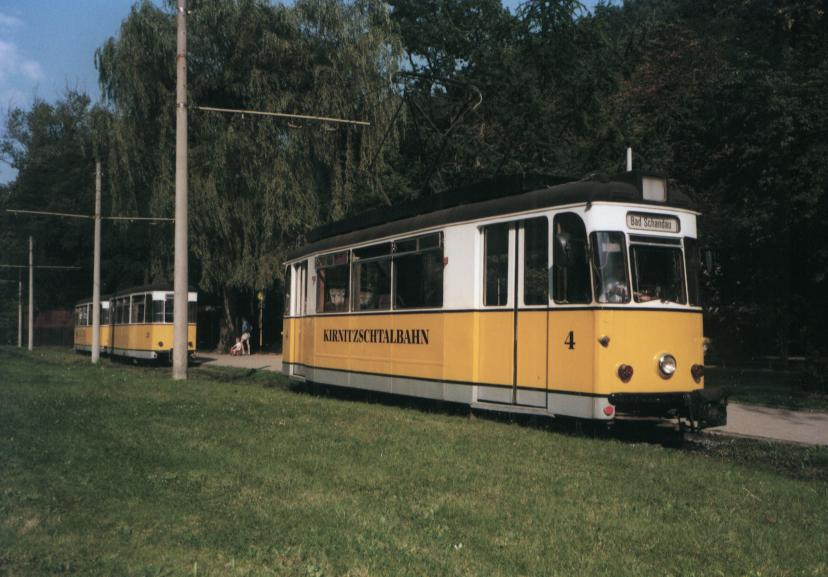
Kirnitzschtalbahn
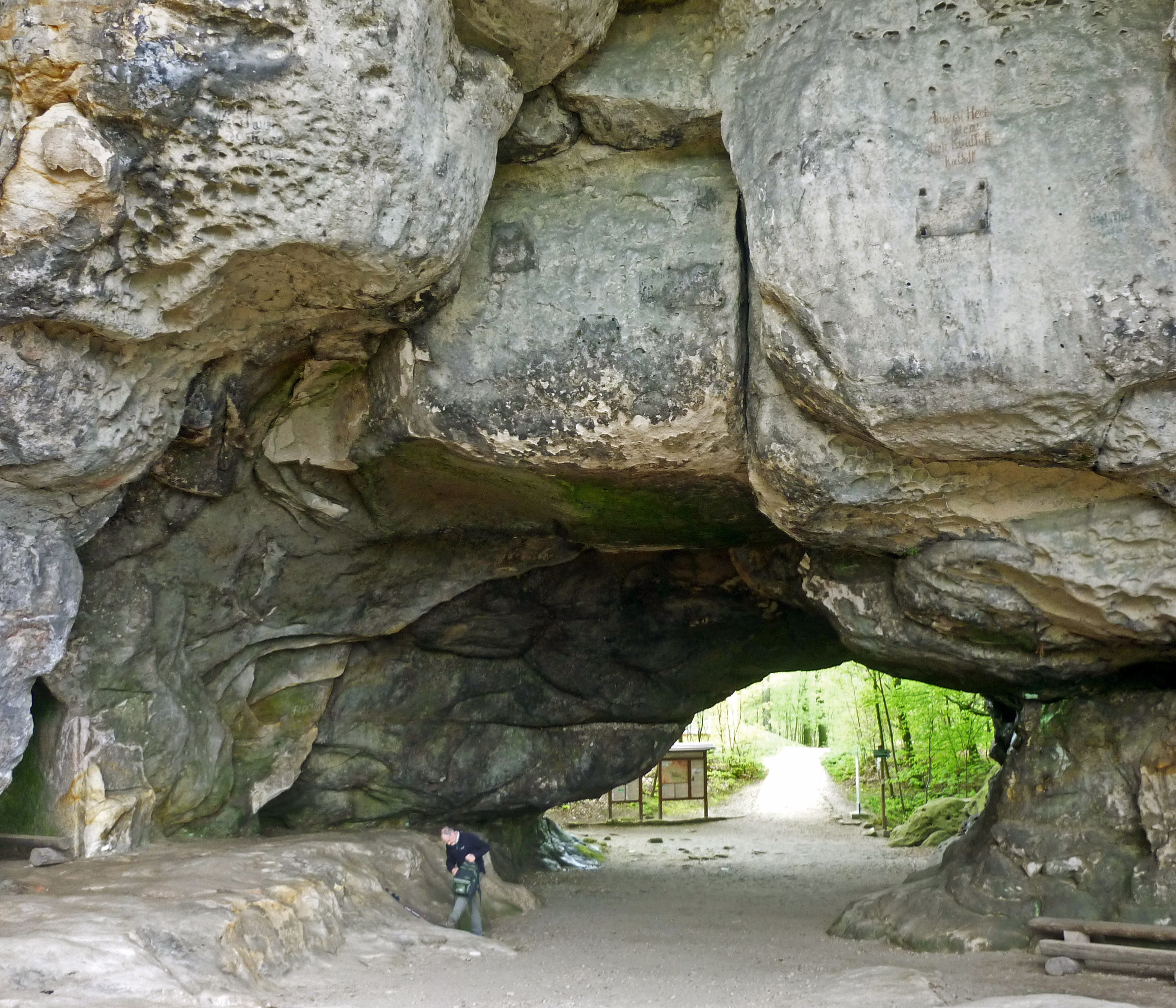
Kuhstall (Neuer Wildenstein)

## Sonstiges
Am 23. September 2008 erhielt die Sächsische Schweiz den von der Bundesregierung verliehenen Titel „Ort der Vielfalt“.
Mit Ausgabedatum vom 2. Juni 2016 hat die Deutsche Post AG in der Serie Wildes Deutschland eine Sondermarke im Wert von 45 Eurocent mit einem Bergmotiv der Sächsischen Schweiz herausgegeben. Der Entwurf stammt vom Grafiker Dieter Ziegenfeuter aus Dortmund.

## Die Sächsische Schweiz in der Literatur
Zu den bedeutendsten literarischen Werken, deren Handlungen in der Sächsischen Schweiz angesiedelt sind, zählt der Roman Seit ich zuerst sie sah (1889) des späteren Literaturnobelpreisträgers Karl Gjellerup.

## Film
Und meine Seele spannte weit ihre Flügel aus. Die Malerstraße durch die Sächsische Schweiz, ein Film von Vera Botterbusch, 45 Min., BR 1993